# Grandvillers-aux-Bois
Grandvillers-aux-Bois is een gemeente in het Franse departement Oise (regio Hauts-de-France) en telt 253 inwoners (2004). De plaats maakt deel uit van het arrondissement Clermont.

## Geografie
De oppervlakte van Grandvillers-aux-Bois bedraagt 6,7 km², de bevolkingsdichtheid is 37,8 inwoners per km².
De onderstaande kaart toont de ligging van Grandvillers-aux-Bois met de belangrijkste infrastructuur en aangrenzende gemeenten.

## Demografie
Onderstaande figuur toont het verloop van het inwonertal (bron: INSEE-tellingen).